# Хексагонални број
Хексагонални број је фигурални број. Н-ти хексагонални број хн је број различитих тачака у обрасцу који се састоји од контура правилних хексагона са стране до н тачака, када су хексагони покривени тако да деле један вертекс.
Формула за н-ти хексагонални број
{\displaystyle h_{n}=2n^{2}-n=n(2n-1)={{2n}\times {(2n-1)} \over 2}.\,\!}
Првих неколико хексагоналних бројев (секвенца A000384 у ) :
1, 6, 15, 28, 45, 66, 91, 120, 153, 190, 231, 276, 325, 378, 435, 496, 561, 630, 703, 780, 861, 946.
Сваки чак и савршен број је хептагонални, дат формулом 
{\displaystyle M_{p}2^{p-1}=M_{p}(M_{p}+1)/2=h_{(M_{p}+1)/2}=h_{2^{p-1}}}
где је Mp  Мерсенов прост број. Није познат ниједан непаран савршен број, па су сви познати савршени бројеви хексагонални. 
На пример, други хексагонални број је 2×3 = 6; четврти је 4×7 = 28; 16. је 16×31 = 496; и 64. је 64×127 = 8128.
Највећи број који не може да се напише као збир највише четири хексагоналних бројева је 130. Адријен-Мари Лежандр је доказао 1830. године да се сваки цео број већи од 1791 може изразити на овај начин. 
Хексагонални бројеви се могу преуредити у правоугаоне бројеве величине н од (2н-1).

## Провера хексагоналних бројева
{\displaystyle n={\frac {{\sqrt {8x+1}}+1}{4}}.}

## Друге карактеристике
Н-ти број хексагоналног низа такође може бити изражен користећи Сигма нотације као
{\displaystyle h_{n}=\sum _{i=0}^{n-1}{(4i+1)}}
када је празна сума узета да је 0.